# 布拉戈耶·马里亚诺维奇
布拉戈耶·马里亚诺维奇（1907年9月9日—1984年10月1日），塞尔维亚男子足球运动员，司职前锋。他曾代表南斯拉夫参加1930年国际足联世界杯。他也曾参加1928年夏季奥运会。